# جامبولو
جامبولو (به ایتالیایی: Gambolò) یک کومونه در ایتالیا است که در استان پاویا واقع شده‌است.

## خصوصیات
جامبولو ۵۱٫۵ کیلومترمربع مساحت و ۱۰٬۲۵۹ نفر جمعیت دارد و ۱۰۴ متر بالاتر از سطح دریا واقع شده‌است.